# Trichomycterus
Trichomycterus es un género de peces gato, el mayor en número de especies de la familia Trichomycteridae, con más de 100 especies descritas.

## Taxonomía
Este género se define por la falta de las especializaciones distintivas de otros tricomictéridos, siendo sin lugar a dudas polifilético. Aunque enumera muchas especies, se encuentra pobremente definido y para muchas de sus especies se cuenta sólo con descripciones breves. Muchas especies han sido descritas recientemente y muchas más quedan por describir.
Algunos autores han realizado intentos de definir organizaciones putativas monofiléticas dentro del género, basándose en la posesión de características morfológicas únicas. El complejo de especies Trichomycterus brasiliensis incluye a T. brasiliensis, T. iheringi, T. maracaya, T. mimonha, T. potschi, T. vermiculatus, T. pirabitira y varias especies no descritas supuestamente endémicas de las cuencas de los ríos principales que bañan el escudo de Brasil. Sin embargo, una organización diferente de las especies del sur y el sudeste de Brasil incluye también T. guaraquessaba, T. nigricans, T. davisi, T. stawiarski, T. castroi, T. triguttatus, T. immaculatus, T. itatiayae, T. mirissumba, T. zonatus, T. naipi, T. taroba, T. papilliferus, T. mboycy yT. plumbeus. T. aguarague, T. alterus, T. boylei, T. ramosus y T. belensis formarían otra posible organización.

## Hábitat y distribución
Las especies de Trichomycterus habitan una diversidad de hábitats a lo largo de Sudamérica y Centroamérica, desde Costa Rica en el norte hasta la Patagonia hasta en el sur, y desde las selvas tropicales de la mata atlántica en el este hasta los arroyos de los Andes en el Oeste. Cierto número de especies del género habitan varias regiones a gran altitud en el oeste de Argentina; en esas regiones, los individuos de estas especies son unos de los pocos peces que viven en los cursos de agua a gran altitud, si no los únicos. Alrededor de 60 especies son endémicas de las cuencas de los ríos que bañan los Andes y las colinas del escudo de las Guayanas y aproximadamente 30 son endémicas de las cuencas de los ríos del escudo de Brasil.
A pesar de la extensa distribución del género, muchas especies tienen una extensión limitada y normalmente se encuentran exclusivamente en un único río. Las especies más extensamente distribuidas son más probablemente complejos de especies difíciles de diferenciar, como es el caso del complejo de T. brasiliensis. T. gorgona, del pequeño arroyo de la Isla Gorgona, localizada al oeste de la costa del Pacífico de Colombia, es el primer tricomictérido descubierto endémico de una isla en mar abierto.
Hay seis especies hipogeas en este género: Trichomycterus chaberti, T. itacarambiensis, T. santanderensis, T. spelaeus, and T. uisae.

## Descripción
Trichomycterus son peces generalmente pequeños, de en torno a 5–15 cm SL. Las especies se diferencian entre sí en primer lugar por las proporciones físicas, el número de espinas en las aletas y la coloración.

## Especies
Las especies que este género comprende son:
- Trichomycterus aguarague (Fernández & Osinaga, 2006)[5]
- Trichomycterus albinotatus (Costa, 1992)
- Trichomycterus alternatus (Eigenmann, 1917)
- Trichomycterus alterus (Marini, Nichols & La Monte, 1933)
- Trichomycterus areolatus (Valenciennes, 1846)
- Trichomycterus arleoi (Fernández-Yépez, 1972)
- Trichomycterus auroguttatus (Costa, 1992)
- Trichomycterus bahianus (Costa, 1992)
- Trichomycterus banneaui (Eigenmann, 1912)
- Trichomycterus barbouri (Eigenmann, 1911)
- Trichomycterus belensis (Fernández & Vari, 2002)[19]
- Trichomycterus bogotense (Eigenmann, 1912)
- Trichomycterus bomboizanus (Tortonese, 1942)
- Trichomycterus borellii (Boulenger, 1897)
- Trichomycterus boylei (Nichols, 1956)
- Trichomycterus brasiliensis (Lütken, 1874)
- Trichomycterus caipora (Lima, Lazzarotto & Costa, 2008)[3]
- Trichomycterus caliense (Eigenmann, 1912)
- Trichomycterus candidus (Miranda-Ribeiro, 1949)
- Trichomycterus castroi (de Pinna, 1992)
- Trichomycterus catamarcensis (Fernández & Vari, 2000)[20]
- Trichomycterus caudofasciatus (Alencar & Costa, 2004)[7]
- Trichomycterus celsae (Lasso & Provenzano, 2002)
- Trichomycterus chaberti (Durand, 1968)
- Trichomycterus chapmani (Eigenmann, 1912)
- Trichomycterus chiltoni (Eigenmann, 1928)
- Trichomycterus chungaraensis (Arratia, 1983)
- Trichomycterus concolor (Costa, 1992)
- Trichomycterus conradi (Eigenmann, 1912)
- Trichomycterus corduvensis (Weyenbergh, 1877)
- Trichomycterus crassicaudatus (Wosiacki & de Pinna, 2008)[21]
- Trichomycterus cubataonis (Bizerril, 1994)
- Trichomycterus davisi (Haseman, 1911)
- Trichomycterus diabolus (Bockman, Casatti & de Pinna, 2004)
- Trichomycterus dispar (Tschudi, 1846)
- Trichomycterus dorsostriatum (Eigenmann, 1917)
- Trichomycterus duellmani (Arratia & Menu-Marque, 1984)
- Trichomycterus emanueli (Schultz, 1944)
- Trichomycterus fassli (Steindachner, 1915)
- Trichomycterus florense (Miranda-Ribeiro, 1943)
- Trichomycterus fuscus (Meyen, 1835)
- Trichomycterus gabrieli (Myers, 1926)
- Trichomycterus giarettai[22]
- Trichomycterus giganteus (Lima & Costa, 2004)[8]
- Trichomycterus goeldii (Boulenger, 1896)
- Trichomycterus gorgona (Fernández & Schaefer, 2005)[9]
- Trichomycterus guaraquessaba (Wosiacki, 2005)[2]
- Trichomycterus guianense (Eigenmann, 1909)
- Trichomycterus hasemani (Eigenmann, 1914)
- Trichomycterus heterodontus (Eigenmann, 1917)
- Trichomycterus hualco (Fernández & Vari, 2009)
- Trichomycterus igobi (Wosiacki & de Pinna, 2008)[23]
- Trichomycterus iheringi (Eigenmann, 1917)[2]
- Trichomycterus immaculatus (Eigenmann & Eigenmann, 1889)
- Trichomycterus itacambirussu (Triques & Vono, 2004)
- Trichomycterus itacarambiensis (Trajano & de Pinna, 1996)
- Trichomycterus itatiayae (Miranda-Ribeiro, 1906)
- Trichomycterus jacupiranga (Wosiacki & Oyakawa, 2005)[24]
- Trichomycterus jequitinhonhae (Triques & Vono, 2004)
- Trichomycterus johnsoni (Fowler, 1932)
- Trichomycterus knerii (Steindachner, 1882)
- Trichomycterus landinga (Triques & Vono, 2004)
- Trichomycterus latidens (Eigenmann, 1917)
- Trichomycterus latistriatus (Eigenmann, 1917)
- Trichomycterus laucaensis (Arratia, 1983)
- Trichomycterus lewi (Lasso & Provenzano, 2002)
- Trichomycterus longibarbatus (Costa, 1992)
- Trichomycterus maracaiboensis (Schultz, 1944)
- Trichomycterus maracaya (Bockmann & Sazima, 2004)[4]
- Trichomycterus mboycy (Wosiacki & Garavello, 2004)[25]
- Trichomycterus megantoni (Fernández & Chuquihuamaní, 2007)[26]
- Trichomycterus meridae (Regan, 1903)
- Trichomycterus migrans (Dahl, 1960)
- Trichomycterus mimonha (Costa, 1992)
- Trichomycterus mirissumba (Costa, 1992)
- Trichomycterus mondolfi (Schultz, 1945)
- Trichomycterus motatanensis (Schultz, 1944)
- Trichomycterus naipi (Wosiacki & Garavello, 2004)[25]
- Trichomycterus nigricans (Valenciennes, 1832)
- Trichomycterus nigroauratus (Barbosa & Costa, 2008)
- Trichomycterus nigromaculatus (Boulenger, 1887)
- Trichomycterus pantherinus (Alencar & Costa, 2004)[7]
- Trichomycterus paolence (Eigenmann, 1917)
- Trichomycterus papilliferus (Wosiacki & Garavello, 2004)[25]
- Trichomycterus paquequerense (Miranda-Ribeiro, 1943)
- Trichomycterus pauciradiatus (Alencar & Costa, 2006)[1]
- Trichomycterus pirabitira (Barbosa & Azevedo-Santos, 2012)
- Trichomycterus piurae (Eigenmann, 1922)
- Trichomycterus plumbeus (Wosiacki & Garavello, 2004)[25]
- Trichomycterus potschi (Barbosa & Costa, 2003)[27]
- Trichomycterus pradensis (Sarmento-Soares, Martins-Pinheiro, Aranda & Chamon, 2005)
- Trichomycterus pseudosilvinichthys (Fernández & Vari, 2004)[6]
- Trichomycterus punctatissimus (Castelnau, 1855)
- Trichomycterus punctulatus (Valenciennes, 1846)
- Trichomycterus ramosus (Fernández, 2000)
- Trichomycterus regani (Eigenmann, 1917)
- Trichomycterus reinhardti (Eigenmann, 1917)
- Trichomycterus retropinnis (Regan, 1903)
- Trichomycterus riojanus (Berg, 1897)
- Trichomycterus rivulatus (Valenciennes, 1846)
- Trichomycterus roigi (Arratia & Menu-Marque, 1984)
- Trichomycterus romeroi (Fowler, 1941)
- Trichomycterus sandovali (Rodríguez, 2006)
- Trichomycterus santaeritae (Eigenmann, 1918)
- Trichomycterus santanderensis (Castellanos-Morales, 2007)[28]
- Trichomycterus septentrionale (Behre, 1928)
- Trichomycterus spegazzinii (Berg, 1897)
- Trichomycterus spelaeus (DoNascimiento, Villarreal & Provenzaono, 2001)
- Trichomycterus spilosoma (Regan, 1913)
- Trichomycterus stawiarski (Miranda Ribeiro, 1968)
- Trichomycterus steindachneri (DoNascimiento, Prada-Pedreros & Guerrero-Kommritz, 2014)[29]
- Trichomycterus stellatus (Eigenmann, 1918)
- Trichomycterus straminius (Eigenmann, 1917)
- Trichomycterus striatus (Meek & Hildebrand, 1913)
- Trichomycterus taczanowskii (Steindachner, 1882)
- Trichomycterus taenia (Kner, 1863)
- Trichomycterus taeniops (Fowler, 1954)
- Trichomycterus taroba (Wosiacki & Garavello, 2004)[25]
- Trichomycterus tenuis (Weyenbergh, 1877)
- Trichomycterus therma (Fernández & Miranda, 2007)[30]
- Trichomycterus transandianum (Steindachner, 1915)
- Trichomycterus travassosi (Miranda Ribeiro, 1949)
- Trichomycterus trefauti (Wosiacki, 2004)[31]
- Trichomycterus triguttatus (Eigenmann, 1918)
- Trichomycterus tupinamba (Wosiacki & Oyakawa, 2005)[24]
- Trichomycterus uisae (Castellanos-Morales, 2008)[10]
- Trichomycterus unicolor (Regan, 1913)
- Trichomycterus variegatus (Costa, 1992)
- Trichomycterus varii Fernández & Andreoli-Bize, 2018[32]
- Trichomycterus venulosus (Steindachner, 1915)
- Trichomycterus vermiculatus (Eigenmann, 1917)
- Trichomycterus vittatus (Regan, 1903)
- Trichomycterus weyrauchi (Fowler, 1945)
- Trichomycterus yuska (Fernández & Schaefer, 2003)[33]
- Trichomycterus zonatus (Eigenmann, 1918)